# Recorte Cultural
Recorte Cultural (estilizado como Re[corte] Cultural) foi um programa de entrevistas brasileiro produzido e exibido pela TVE Brasil e, posteriormente, pela TV Brasil entre 2005 e 2008, com apresentado por Michel Melamed.

## Formato
Exibido de segunda a sexta das 20:30h às 21:00, o Recorte Cultural era um programa de entrevistas que, ao mesmo tempo mesclando elementos de revista eletrônica cultural, possuía um caráter exterimental. As entrevistas eram editadas das mais variadas e criativas formas e expressões artísticas, seja em inserções durante quanto nos cortes das mesmas.

## Indicações
| Ano  | Prêmio               | Categoria | Resultado | Ref |
| ---- | -------------------- | --------- | --------- | --- |
| 2006 | Prêmio Faz Diferença | TV        | Indicado  |     |
| 2007 | Prêmio Faz Diferença | TV        | Indicado  |     |

## Entrevistados
- Oscar Niemeyer,
- Fernanda Montenegro,
- Los Hermanos,
- Matheus Nachtergaele,
- Adriana Calcanhoto,
- Selton Mello,
- Ney Matogrosso,
- Ferreira Gullar,
- Beth Carvalho,
- Wagner Moura,
- Cacá Diegues,
- Lenine,
- Chico Anísio,
- Nelson Motta,
- Pedro Cardoso,
- Zeca Baleiro,
- Marília Pêra,
- Alceu Valença,
- Taís Araújo,
- Marcelo Yuka,
- Paulo Lins,
- Lázaro Ramos,
- Débora Evelyn,
- Joaquim Ferreira dos Santos,
- Pedro Paulo Rangel,
- Ique,
- Frei Betto,
- Gerald Thomas,
- MV Bill,
- Moska,
- Beth Goulart,
- Pedro Bial,
- Fernanda Abreu,
- Monique Gardenberg,
- Antonio Calloni,
- Ernesto Neto,
- Arlete Salles,
- Martnália,
- Walter Alfaiate,
- Gringo Cardia,
- Denise Stoklos,
- Carlinhos de Jesus,
- Humberto Gessinger,
- Dira Paes,
- Ana Botafogo,
- Louise Cardoso,
- Flavio Bauraqui,
- Evandro Mesquita,
- Deborah Colker,
- Beto Brant,
- João Falcão,
- Tomie Ohtake,
- Manoel Carlos,
- Nelson Pereira dos Santos,
- Arlindo Cruz,
- Susana Vieira,
- CPM 22,
- Ângela Rô Rô,
- Lílian Cabral,
- Adriana Varejão,
- Carla Camurati,
- Dercy Gonçalves,
- José Wilker,
- Dudu Nobre,
- João Moreira Salles,
- Tom Zé,
- Miguel Falabella,
- Luiz Fernando Guimarães,
- Ruy Castro,
- Ziraldo,
- Marília Gabriela
- E muitos outros [1]

## Equipe
- Apresentação: Michel Melamed
- Roteiro: Denise Moraes e Michel Melamed
- Direção: Denise Moraes
- Direção artística: Michel Melamed
- Produção executiva: Marinete D'angelo
- Coordenadora de produção: Ana Paula Loureiro
- Assistentes de produção: Eduardo Reginato, Fabio Jardim e Renata Leão
- Estagiários: Cláudio Guterres e Thais Ribeiro
- Reportagem: Fernanda Dedavid
- Edição: Airton Duarte, Fábio Mello, Francisco Policarpo, Sara Vinhal e Simone Cupello
- Edição final: Luana Lemgruber